# Phil Campbell and the Bastard Sons
Phil Campbell and the Bastard Sons (deutsch: Phil Campbell und die Bastard-Söhne) ist eine walisische Hard-Rock-Band.

## Geschichte

### Gründung und erste EPs
Anlässlich des 30. Geburtstages des Gitarristen Todd Campbell gab eine befreundete Band ein Konzert für ihn. Dabei trat Todd Campbell zusammen mit seinem Vater Phil (damals Motörhead) und seinen Brüdern Tyla (Bass, ex-The People the Poet) und Dane (Schlagzeug, ex-Straight Lines) sowie dem Sänger Neil Starr von der walisischen Band Attack! Attack! auf. Die Band nannte sich scherzhaft Phil Campbell’s All Starr Band und spielte Coverversionen von Liedern der Rolling Stones. Es folgten weitere Konzerte, wobei allerdings viele Veranstalter das Wortspiel mit dem Familiennamen des Sängers nicht verstanden haben und die Band als Phil Campbell’s All Star Band ankündigten. Nach dem Tod des Motörhead-Sängers Lemmy Kilmister Ende 2015 begann die neue Band, auch eigene Lieder zu komponieren und änderte schließlich ihren Namen in Phil Campbell and the Bastard Sons.
Im Sommer 2016 spielte die Band beim Wacken Open Air und beim Bloodstock Open Air. Bei letzterem spielte die Band zusammen mit Dee Snider (Twisted Sister) das Motörhead-Lied Born to Raise Hell als Tribut an Lemmy Kilmister. Danach nahm die Band ihre Debüt-EP auf. Die EP wurde von Todd Campbell produziert und von Cameron Webb gemischt. Die selbst betitelte EP erschien am 18. November 2016 über das Label Motörhead Music. Im Sommer 2017 spielte die Band zahlreiche Konzerte in Europa im Vorprogramm von Guns n’ Roses sowie beim Download-Festival, dem Sweden Rock Festival und dem Hellfest. Ende Juni 2017 wurden Phil Campbell and the Bastard Sons vom deutschen Plattenlabel Nuclear Blast unter Vertrag genommen. Gleichzeitig wurde die exklusive Live-EP Live in Solothurn veröffentlicht.

### The Age of Absurdity(2018 bis 2019)
Im August nahm die Band zusammen mit dem Produzenten Romesh Dodangoda ihr Debütalbum auf. Teile der Aufnahmen fanden in den Rockfield Studios, in denen unter anderem Queen das Lied Bohemian Rhapsody aufnahmen, statt. Im November folgte eine Tour mit Airbourne durch das Vereinigte Königreich. Das Debütalbum The Age of Absurdity erschien am 26. Januar 2018 und enthält mit Silver Machine die Coverversion eines Liedes der Band Hawkwind. Dessen Sänger Dave Brock steuerte Hintergrundgesänge bei. Das Album stieg auf Platz 53 der britischen, Platz 36 der deutschen, Platz 60 der österreichischen und Platz 29 der Schweizer Albumcharts ein. 
Am 21. April 2018 veröffentlichte die Band im Rahmen des Record Store Day das Lied Silver Machine als 7″-Single. Als B-Seite verwendete die Band das unveröffentlichte Lied Shit Happens. Im Frühjahr 2018 spielte die Band eine Europatournee und trat bei Festivals wie dem Summer Breeze, dem Alcatraz Hard Rock & Metal Festival und dem Matapaloz-Festival der Böhsen Onkelz auf. Bei den Metal Hammer Awards 2018 wurde The Age of Absurdity in der Kategorie Bestes Debütalbum ausgezeichnet. Im Herbst 2018 folgte eine weitere Europatournee. Im Vereinigten Königreich wurde die Band von der Gruppe Leader of Down unterstützt, während in Deutschland Tim McMillan & Rachel Snow als Vorgruppe spielten. Im Februar 2019 spielte die Band eine Europatournee im Vorprogramm von Slash feat. Myles Kennedy and the Conspirators.

### We’re the Bastards(2020–2022)
Am 25. Oktober 2019 veröffentlichte Phil Campbell sein Soloalbum Old Lions Still Roar, auf dem seine Söhne teilweise zu hören sind. Während eines Interviews mit dem deutschen Magazin Metal Hammer verriet Campbell, dass die Band bereits mit den Arbeiten an einem neuen Album begonnen habe. Bei den vom Radiosender Planet Rock vergebenen Musikpreis The Rocks 2020 wurden Phil Campbell and the Bastard Sons in der Kategorie beste britische Band  nominiert. Der Preis ging jedoch an Def Leppard. Das von Todd Campbell in dessen Studio produzierte zweite Studioalbum We’re the Bastards wurde am 13. November 2020 veröffentlicht. Als Gastmusiker ist der Cro-Mags-Sänger Harley Flanagan bei dem Lied Destroyed zu hören. Das Album erreichte Platz 37 der deutschen, Platz 34 der Schweizer und Platz 40 der britischen Albumcharts.
Am 1. Juni 2021 gab die Band die Trennung von ihrem Sänger Neil Starr bekannt. Der Schritt wurde damit begründet, dass die Band sich gesanglich neu ausrichten wolle. Sein Nachfolger wurde Joel Peters. Mit der neuen Besetzung spielte die Band im Sommer 2022 beim Bloodstock Open Air und im November 2022 eine Tour durch das Vereinige Königreich mit den Vorgruppen Florence Black und The Outlaw Orchestra. Im Mai 2022 folgte unter dem Motto Phil Campbell and the Bastard Sons eine weitere Tour durch das Vereinigte Königreich, bei dem die Band zahlreiche Motörhead-Lieder spielte. Es folgten Auftritte bei Festivals wie dem Rock Hard Festival, dem Graspop Metal Meeting, dem Hellfest und dem Wacken Open Air sowie eine Deutschland-Tournee mit den Vorgruppen Nitrogods und Crossplane. 

### Kings of the Asylum(seit 2023)
Am 10. Februar 2023 veröffentlichte die Band ihr Livealbum Live in the North, das bei einem Konzert in Sunderland aufgezeichnet wurde. Am 1. September 2023 erschien das dritte Studioalbum Kings of the Asylum, welches in den Stompbox Studios in South Wales aufgenommen wurde. Das Album erreichte Platz 34 der deutschen, Platz 13 der Schweizer und Platz 94 der britischen Albumcharts.

## Stil
Auch wenn einige Lieder von Phil Campbell and the Bastard Sons der Musik von Motörhead ähneln, verwendet die Band auch neuere stilistische Einflüsse, die überwiegend von seinen Söhnen kommen. Für Phil Campbell sei es eine „völlig neue Erfahrung gewesen, grenzenlos arbeiten zu können“, da die Hörer in Bezug auf Motörhead sehr genaue Vorstellungen hätten, was sie hören wollen. Holger Stratmann vom deutschen Magazin Rock Hard ortete die Musik von Phil Campbell and the Bastard Sons „irgendwo in der Schnittmenge von knarzigem Rock ’n’ Roll und düsterem Hard Rock“. Sein Kollege Jan Jaedike bezeichnete die Musik von der instrumentalen Seite als „etwas edlere Version von Motörhead“. Frank Thiessies vom deutschen Magazin Metal Hammer beschrieb die Musik als „abwechselungsreichen, herzhaften Heavy Rock mit klanglich modernem Anstrich“. Die Texte des ersten Sängers Neil Starr handeln von den Dingen, die um ihm herum passieren und ihn beschäftigen.

## Diskografie

### Studioalben
| Jahr | Titel Musiklabel                   | Höchstplatzierung, Gesamtwochen, AuszeichnungChartplatzierungen (Jahr, Titel, Musiklabel, Platzierungen, Wochen, Auszeichnungen, Anmerkungen) | Höchstplatzierung, Gesamtwochen, AuszeichnungChartplatzierungen (Jahr, Titel, Musiklabel, Platzierungen, Wochen, Auszeichnungen, Anmerkungen) | Höchstplatzierung, Gesamtwochen, AuszeichnungChartplatzierungen (Jahr, Titel, Musiklabel, Platzierungen, Wochen, Auszeichnungen, Anmerkungen) | Höchstplatzierung, Gesamtwochen, AuszeichnungChartplatzierungen (Jahr, Titel, Musiklabel, Platzierungen, Wochen, Auszeichnungen, Anmerkungen) | Anmerkungen                             |
| Jahr | Titel Musiklabel                   | DE | AT | CH | UK | Anmerkungen                             |
| ---- | ---------------------------------- | --- | --- | --- | --- | --------------------------------------- |
| 2018 | The Age of Absurdity Nuclear Blast | DE36 (1 Wo.)DE | AT60 (1 Wo.)AT | CH29 (1 Wo.)CH | UK53 (1 Wo.)UK | Erstveröffentlichung: 26. Januar 2018   |
| 2020 | We’re the Bastards Nuclear Blast   | DE37 (1 Wo.)DE | — | CH34 (1 Wo.)CH | UK40 (1 Wo.)UK | Erstveröffentlichung: 13. November 2020 |
| 2023 | Kings of the Asylum Nuclear Blast  | DE34 (1 Wo.)DE | — | CH13 (1 Wo.)CH | UK94 (1 Wo.)UK | Erstveröffentlichung: 1. September 2023 |

### Livealben
| Jahr | Titel Musiklabel                | Anmerkungen                            |
| ---- | ------------------------------- | -------------------------------------- |
| 2023 | Live in the North Nuclear Blast | Erstveröffentlichung: 10. Februar 2023 |

### Singles und EPs
| Jahr | Titel Musiklabel                                   | Anmerkungen                                                     |
| ---- | -------------------------------------------------- | --------------------------------------------------------------- |
| 2016 | Phil Campbell and the Bastard Sons Motörhead Music | Erstveröffentlichung: 18. November 2016 EP                      |
| 2017 | Live at Solothurn Nuclear Blast                    | Erstveröffentlichung: 23. Juni 2017 Live-EP                     |
| 2018 | Silver Machine Nuclear Blast                       | Erstveröffentlichung: 21. April 2018 Single; Original: Hawkwind |

### Musikvideos
- 2016: Spiders
- 2017: Silver Machine
- 2018: Welcome to Hell
- 2018: Dark Days
- 2020: Son of a Gun
- 2020: We’re the Bastards
- 2020: Born to Roam
- 2023: Schizophrenia
- 2023: Hammer and Dance
- 2023: Strike the Match
- 2023: Maniac

## Auszeichnungen
Metal Hammer Awards
| Jahr | Kategorie         | für                  | Resultat |
| ---- | ----------------- | -------------------- | -------- |
| 2018 | Bestes Debütalbum | The Age of Absurdity | Gewonnen |

The Rocks
| Jahr | Kategorie            | für                                | Resultat  |
| ---- | -------------------- | ---------------------------------- | --------- |
| 2020 | Beste britische Band | Phil Campbell and the Bastard Sons | Nominiert |